# Mycodrosophila stalkeri
Mycodrosophila stalkeri is een vliegensoort uit de familie van de fruitvliegen (Drosophilidae). De wetenschappelijke naam van de soort is voor het eerst geldig gepubliceerd in 1963 door Wheeler and Takada.